# Umbau farkasfalka
Az Umbau farkasfalka a Kriegsmarine tengeralattjárókból álló második világháborús támadóegysége volt, amely összehangoltan tevékenykedett 1942. február 4. és 1942. február 16. között az Atlanti-óceán északi részén, Izlandtól északkeletre, Norvégiától nyugatra. Az Umbau (Átalakítás)  farkasfalka négy búvárhajóból állt, amelyek nem süllyesztettek el hajót. A tengeralattjárók nem szenvedtek veszteséget.

## A farkasfalka tengeralattjárói
| A hajó száma | Parancsnoka         | Részvétel kezdete | Részvétel vége    |
| ------------ | ------------------- | ----------------- | ----------------- |
| U–134        | Rudolf Schendel     | 1942. február 4.  | 1942. február 16. |
| U–435        | Siegfried Strelow   | 1942. február 4.  | 1942. február 16. |
| U–436        | Günther Seibicke    | 1942. február 7.  | 1942. február 16. |
| U–456        | Max-Martin Teichert | 1942. február 4.  | 1942. február 15. |